# Bundesautobahn 24
De Bundesautobahn 24 (kort BAB 24, A24 of 24) is een Duitse autosnelweg van Hamburg naar de Berlijnse Ring. Onderweg sluit de A24 ten zuiden van Schwerin aan op de A14 (de vroegere A241) en bij Wittstock/Dosse aan op de A19 richting Rostock.

## Verloop
De snelweg begint in Hamburg bij het Horner Kreisel (Horner verkeersplein) en verloopt door Hamburg-Marienthal en Hamburg-Jenfeld tot Kreuz Hamburg-Ost. Hier kruist de A24 de A1 Lübeck - Hamburg - Bremen en loopt daarna verder richting het oosten door het Sachsenwald, treft bij aansluiting Schwarzenbek/Grande de B404, die - deels als A21 omgebouwd wordt, in de richting van Bad Segeberg en Kiel loopt. Net ten oosten van Hornbek kruist de snelweg het Elbe-Lübeckkanaal, gaat door het Natuurpark Lauenburgische Seen en bereikt tussen Gudow en Zarrentin am Schaalsee in de omgeving van de Schaalsee de grens tussen Sleeswijk-Holstein en Mecklenburg-Voor-Pommeren. 
Hier verloopt de snelweg door Landkreis Ludwigslust-Parchim. Bij Kreuz Schwerin wordt de A14 (voormalige A241) gekruist. Deze loopt in noordelijke richting via Schwerin naar Wismar bij de A20 (Lübeck - Rostock). In zuidelijke richting verloopt de weg tot Karstädt en wordt in de komende jaren verder gebouwd richting Maagdenburg en zal dan een verbinding met de A2 evenals met het al bestaande zuidelijke deel naar Halle, Leipzig (A9) en Dresden (A4) vormen. Schwerin is eveneens via de aansluiting Hagenow (B321) en Wöbbelin (tot 2015 B106, sinds 2016 L72) te bereiken. Na Suckow wordt de grens met Brandenburg overschreden, hier wordt over meerdere kilometers de uitloper van de Ruhner Berge doorkruist. 
In Brandenburg loopt de snelweg door de Landkreisen Prignitz, Ostprignitz-Ruppin en Oberhavel. Bij Dreieck Wittstock/Dosse wordt de A24 met de A19 uit Rostock samengevoegd. Vanaf hier is de snelweg ook onderdeel van de E55 tot Dreieck Havelland aan de Berlijnse ring (A10), het einde van de A24.

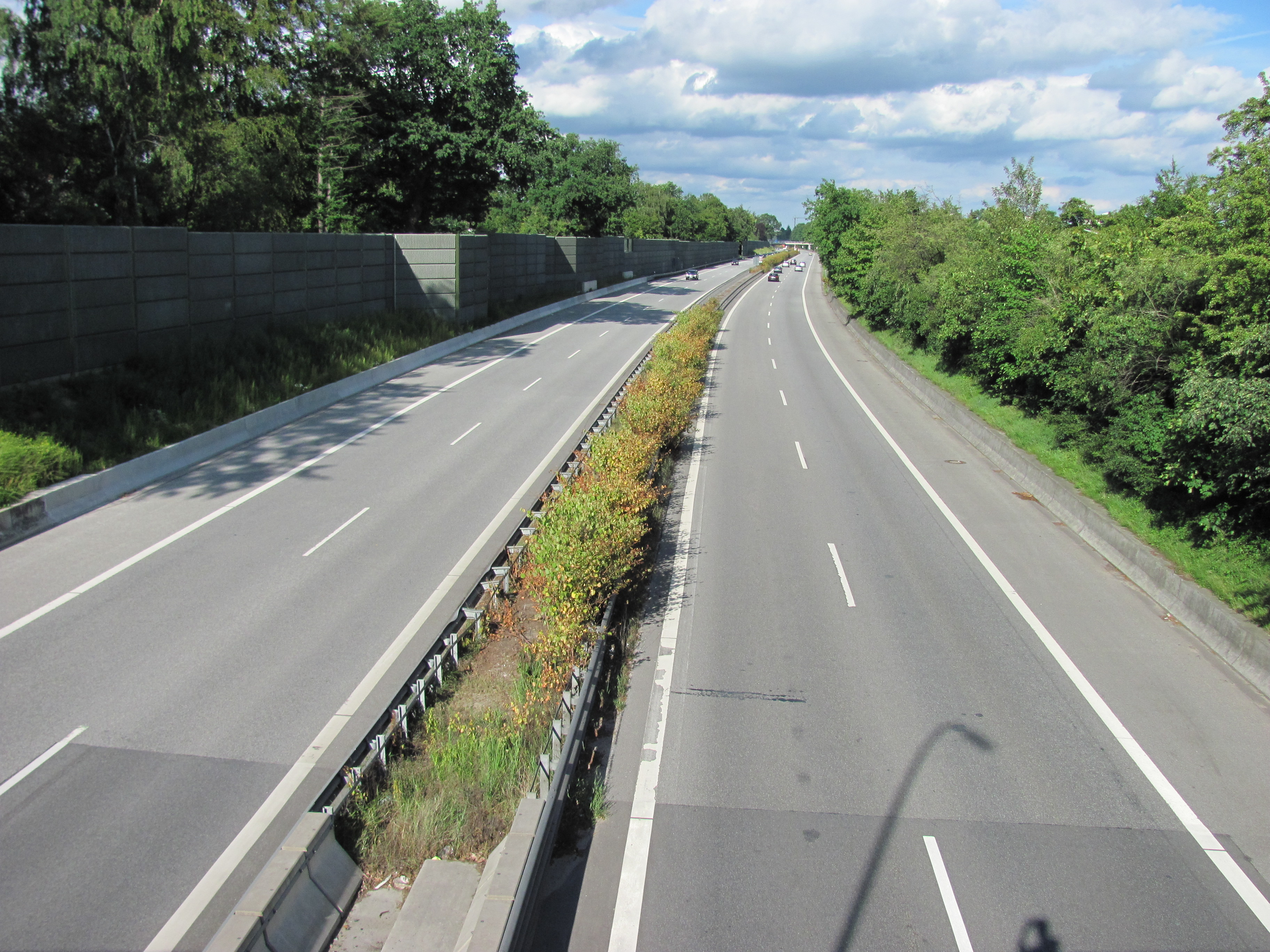
Begin van de A24 bij Hamburg-Horn (2011)
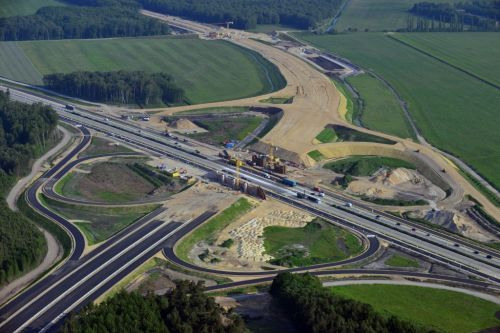
Ombouw van Dreieck Schwerin naar Kreuz Schwerin. (2014)
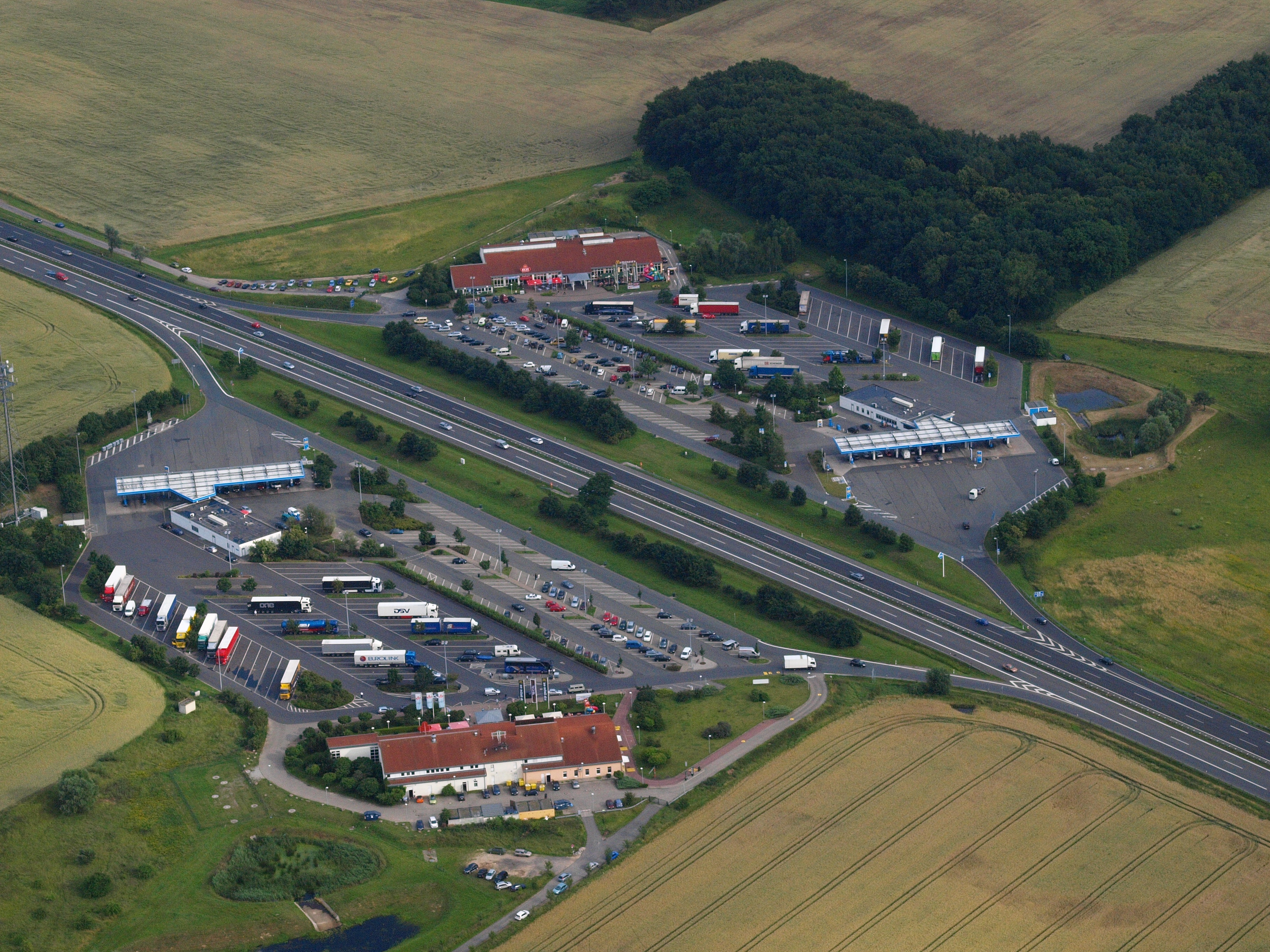
Verzorgingsplaats Linumer Bruch, niet ver van Berlijn. (2012)

### 1930 tot einde oorlog

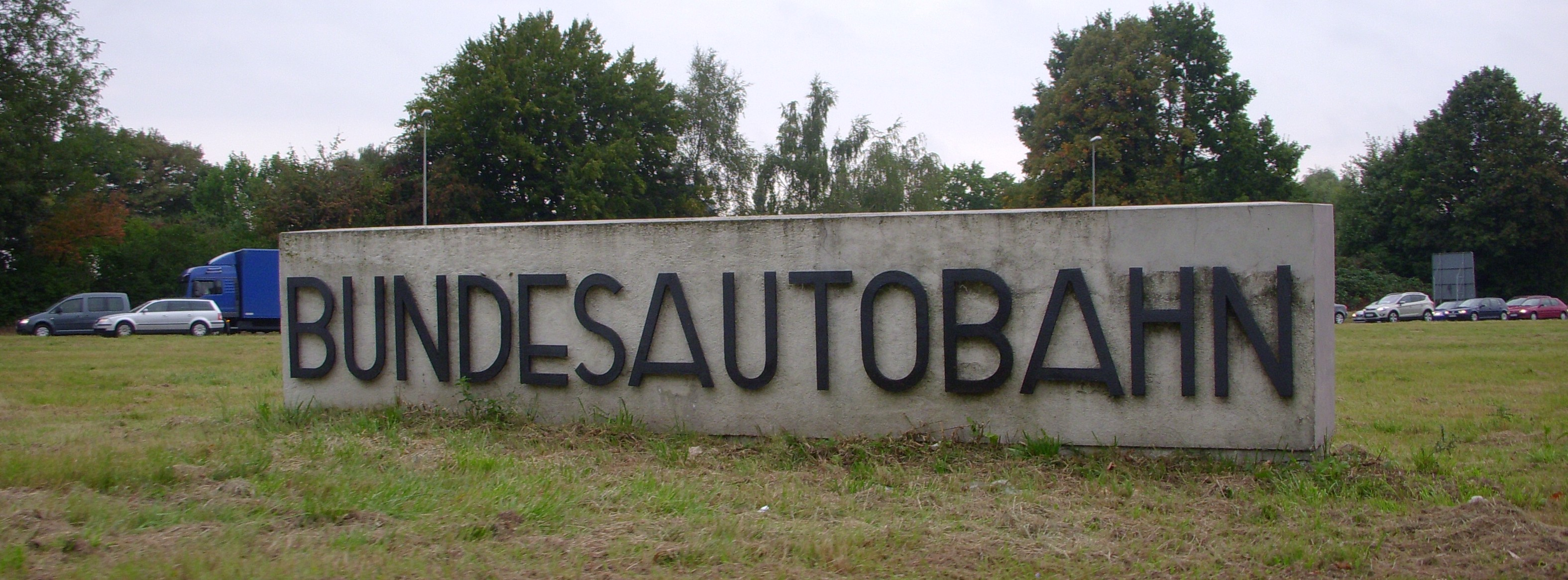
Begin van de A24 (tot 1974: A1) in Hamburg-Horn. De oorspronkelijke tekst was "REICHSAUTOBAHN". (2009)

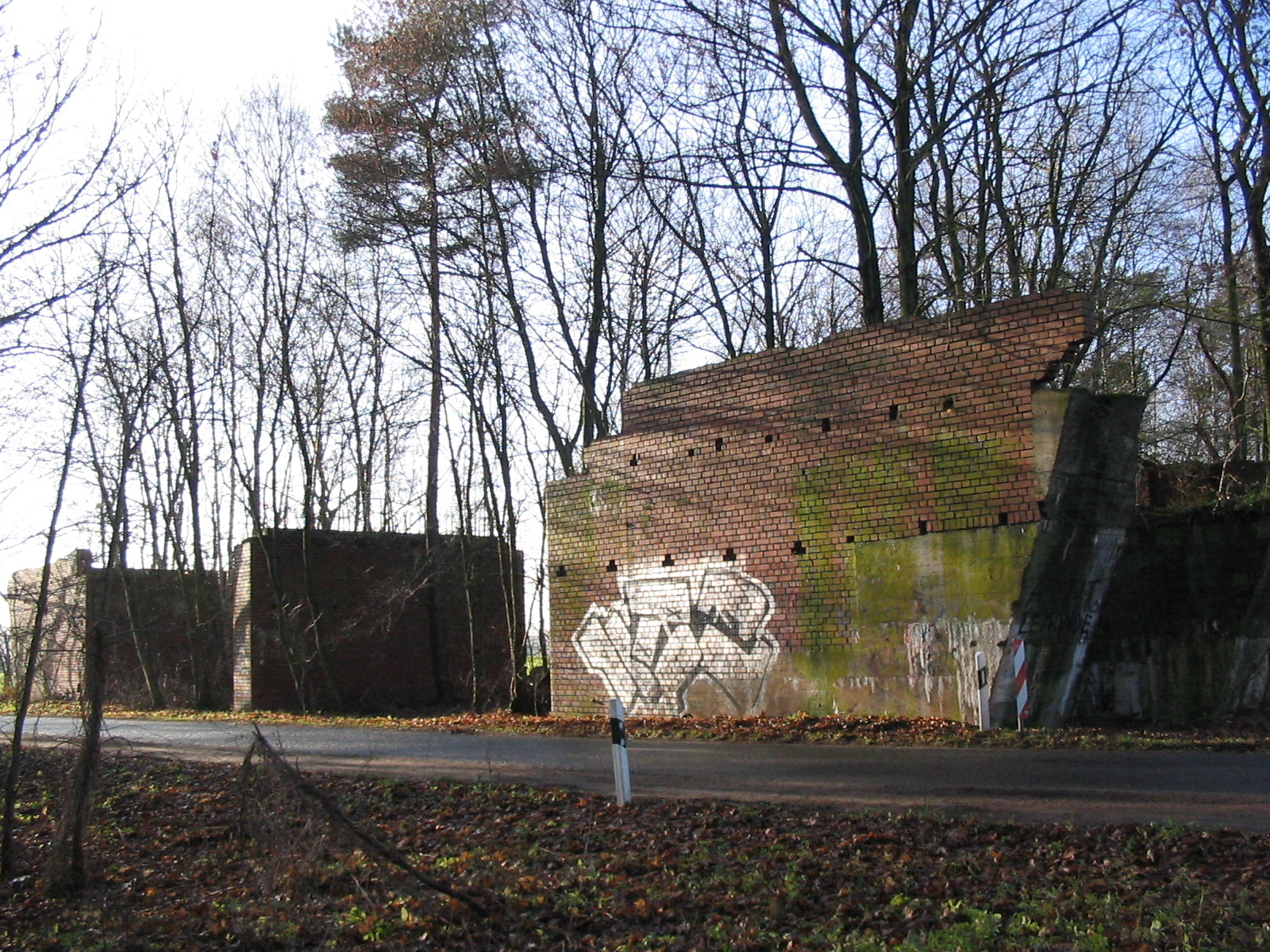
Ongebruikte autosnelwegbrug bij Hagenow, een overblijfsel van de voormalige tracéplanning uit de jaren 30. (2006)

De bouw van de Reichsautobahn RAB 44 (Hamburg - Berlijn) begon al in de jaren 30. Op 13 mei 1937 werd het traject vanaf Horner Kreisel, het westelijk einde van de snelweg, tot Kreuz Hamburg-Ost (toen nog Berliner Abzweig geheten) voor het verkeer vrijgegeven. De snelweg ging zonder aansluitingen over in de A1 richting Lübeck en was ook eerst onderdeel van de A1. Het knooppunt bestond toen nog maar uit enkele delen. Eerst werd rond 1960 het oostelijke deel deels voltooid, om in 1961 de zuidelijke randweg richting Hannover/Bremen aan te kunnen sluiten. Alleen was toen nog niet de mogelijkheid om vanuit de richting Horn naar dit nieuwe traject te wisselen, dat werd pas in 1980 mogelijk toen de ontbrekende verbindingsbogen werden gebouwd. In 1976 volgde de bouw van de aansluiting Hamburg-Jenfeld, die daarvoor niet aanwezig was. De bruggen waren op dit trajectdeel (net als ze snelweg naar Lübeck) in glad beton zeer eenvoudig gehouden. Een uitzondering was de ondertussen afgebroken en door een nieuwbouw vervangende brug in de Rennbahnstraße bij km 0,5: de landhoofden van deze brug was afgewerkt met rode bakstenen. Vanaf Berlijn uit zichtbaar was naast de onderdoorgang aan de wand met gebakken tegels het wapen van Hamburg zichtbaar. Bij Horner Kreisel staat tegenwoordig nog in de richting van Berlijn in de middenberm een betonblok met het opschrift "BUNDESAUTOBAHN" (zie afbeelding). Voor de oorlog luidde het opschrift "REICHSAUTOBAHN", waarbij men vrij direct na de oorlog de letters "REICHS" had weggehaald. Pas in 1980 werd "BUNDES" toegevoegd zoals vandaag de dag te zien is. 
Vanaf 1937 werd vanaf het huidige Kreuz Hamburg-Ost in de richting van Berlijn aan de snelweg gebouwd. De krant Niederdeutsche Beobachter berichtte op 23 september 1937 dat de werkzaamheden in de daaropvolgende dagen zou beginnen en gaf als verwachte einddatum het jaar 1940 aan. De snelweg zou volgens de krant een totale breedte van 26,5 meter en vluchtstroken van 7,5 meter breedte hebben. Ook was voor het eerst voor Reichsautobahnen een groenstrook voor parkerende voertuigen voorzien. Een verzorgingsplaats zou in de buurt van Valluhn gebouwd worden. Bij het arbeidsbureau Schwerin rekende men in februari 1938 dat de benodigde arbeiders na de winter voor de bouw onvoldoende uit de regio zouden kunnen komen, waardoor het overwoog om arbeiders uit West-Duitsland en Silezië te werven. In Mecklenburg, waar de arbeiders in februari begonnen, werd de opdracht voor de bouw van deeltrajecten met een lengte van zes tot tien kilometer aan private ondernemers vergeven. In Wittenburg en Ludwigslust gevestigde bouwmanagent was ondergeschikt aan het hoofdbouwmanagement in Hamburg-Altona. Bij opgravingen onder toezicht van Robert Beltz werd bij Kogel een begraafplaats uit de bronstijd ontdekt, wat ook opgemerkt werd door gouwleider Friedrich Hildebrandt, die interesse had in de vroege Germaanse nederzettingen. Een delegatie onder leiding van staatsminister Scharf liet zich op 18 juni 1938 op locatie informeren. Daaropvolgend werd deze locatie onder bescherming gesteld en in de nabijheid werd een parkeerplaats ingericht. Door de afgraving vertraagde de bouw van dit snelwegdeel met ongeveer tien weken.
Tussen Hamburg en het Sachsenwald evenals in de omgeving van Hagenow werden tientallen bruggen gebouwd, ook waren de aardenbanen al geëgaliseerd en de zijbermen al deels aangelegd. In februari 1939 meldde de bouwafdeling Ludwigslust dat het achterliep op de planning. Door het begin van de oorlog vertraagde de bouw steeds verder doordat steeds minder arbeiders beschikbaar waren, omdat zij bijvoorbeeld werden ingezet voor de oorlog of voor de snelwegbouw in Ostmark. Nadat begin 1939 de bouwafdeling Wittenburg opgeheven werd, kwamen de werkzaamheden aan de snelweg na sluiting van de bouwafdeling Pritzwalk bijna volledig tot stilstand. Nog op 1 februari 1940 waren plannen voor het vaststellen van het knooppunt tussen het traject Hamburg - Berlijn en een noord-zuidverbinding, maar tot uitvoering kwam het niet. In april 1940 diende het rooien van bomen nog als doel de overgebleven boomstronken als brandhout te winnen, nadat de landraad van Ludwigslust deze door een tekort aan brandstof bij de overgebleven bouwafdeling Ludwigslust gevorderd had. Toen niet veel later de landraad van Hagenow een zelfde vordering deed, kon de bouwafdeling door een te kort aan arbeidskracht dit niet meer voldoen. Of krijgsgevangenen deze opdracht hebben vervuld is niet bekend. De bouw van de A24 werd in 1941 officieel stilgelegd.
De al in de oorlogsjaren bestaande, maar nog niet in gebruik genomen tunnel in Kreuz Hamburg-Ost (Tunnel Barsbüttel) diende als bunker tijdens bombardementen voor het herstel van vliegtuigonderdelen. Voor dit doel werden de ingangen dichtgemetseld en de binnenkant in drie delen verdeeld. Later gebruikte Britse pioniers het bouwwerk.
Bij Hagenow is tegenwoordig nog op satellietfoto's het verloop van het oorspronkelijke geplande tracé, bijvoorbeeld aan de bomenrijen, te herkennen. Bij de Kreisstraße tussen Viez en Bakendorf zijn de resten van een nooit gebruikte snelwegbrug uit die tijd te zien. Bovendien was noordelijk van Rastow (bij Pulverhof) nog een gereed zijnde, maar later weer gesloopte brug over de spoorlijn Schwerin - Ludwigslust aanwezig. 
Bij kilometer 14,0 bevond zich nog tot december 2014 een uit twee segmentbogen bestaande brug uit de tijd voor de oorlog over de A24. Het verbond de dorpen Büchsenschinken en Kronshorst en was met bakstenen afgewerkt. Een verdere brug in vergelijkbare bouwwijze bevond zich tot april 2016 bij kilometer 9,5. Het waren de laatste nog overgebleven bruggen uit de Reichsautobahn-tijd van de A24. Het verschil met de eerst genoemde had deze één boog over beide rijbanen. Bij kilometer 48,7 waren de zuidelijke en noordelijke landhoofden evenals de middenpijler van een voormalige brug behouden gebleven. Deze brug had als bijzonderheid dat het aan de noordzijde een onderdoorgang had voor een onverharde weg. Ondertussen is het door nieuwbouw vervangen. 

### 1950 tot 1989

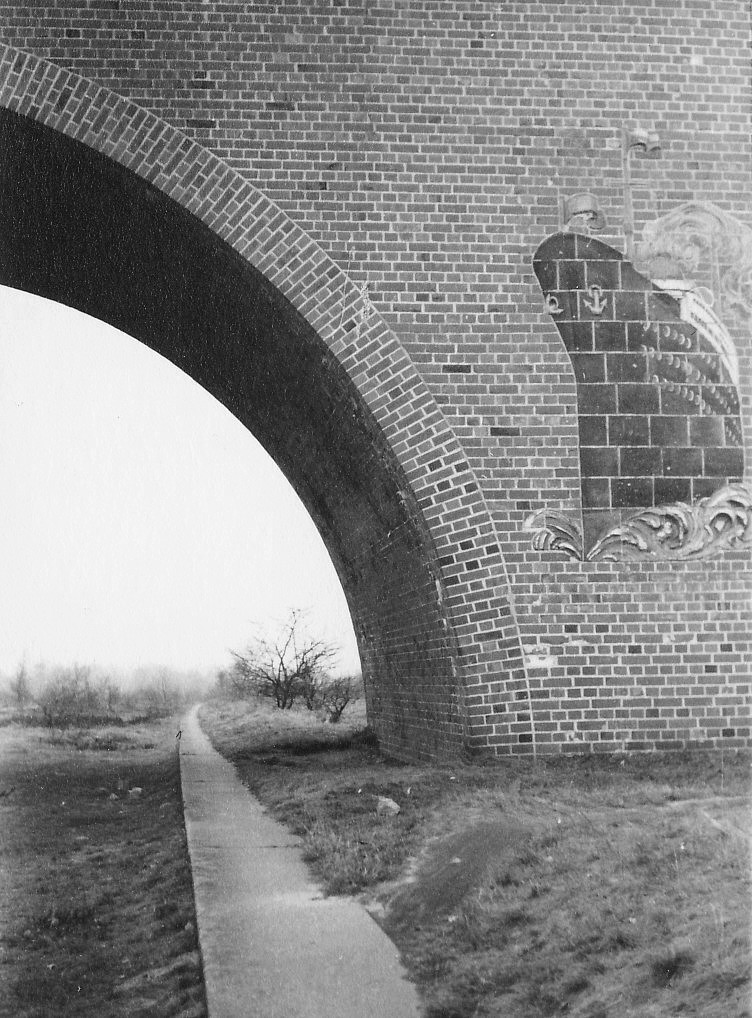
Brug en niet gereed zijnde tracé bij Hamburg. (1960)

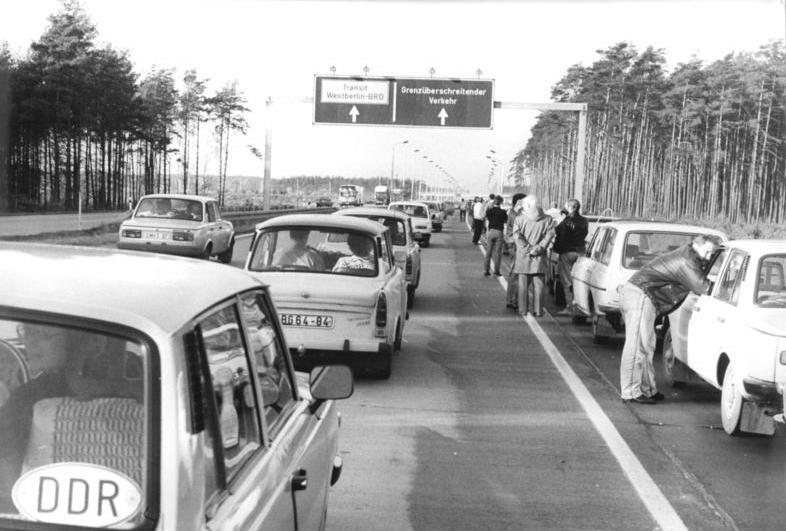
De grensovergang Gudow-Zarrentin gezien vanaf Oost-Duitse zijde op 12 november 1989, 3 dagen na de Val van de Berlijnse Muur.

Na de Tweede Wereldoorlog verhinderde de Duitse deling de herstart van de bouw. Als eerst werd in 1978 het Kreuz Hamburg-Ost met de Tunnel Barsbüttel evenals een deeltraject voor het verkeer vrijgegeven. Het reikte tot de noodaansluiting ter hoogte van Stemwarde/Neuschönningstedt. In hetzelfde jaar werd de definitieve bouw van de snelweg voor het transitverkeer door de DDR tussen de Bondsrepubliek Duitsland en de Duitse Democratische Republiek overeengekomen, ter vervanging van de B5/F5.  Aan de Oost-Duitse zijde werd in de jaren '70 het deeltraject tussen Wittstock en Dreieck Havelland, dat onderdeel van de snelweg van Berlijn naar Rostock is, voltooid onder het nummer A15. De bouw van het overige 1,2 miljard Duitse mark (tegenwoordig rond de €1,2 miljard) dure trajectdeel door de DDR, die door een kombinat werd uitgevoerd, betaalde de Bondsrepubliek. De voor de oorlog gebouwde bruggen werden grotendeels afgebroken en door nieuwbouw vervangen. Ondertussen was een schietterrein voor de Sovjettroepen ingericht waardoor het tracé bij Hagenow afwijkt van het oorspronkelijk geplande tracé. Langs de snelweg ontstond door de zandwinning een aantal meertjes, onder andere in de buurt van Kraak en Neu Zachun. In de DDR kreeg het gedeelte tussen Wittstock en de Duits-Duitse grens het nummer A16 mee.
De transitsnelweg werd uiteindelijk op 20 november 1982 voor het verkeer vrijgegeven. Al in 1981 werd het transitverkeer vanaf Dreieck Havelland (toen "Abzweig Rostock" genoemd) tot aansluiting Putlitz over de nieuwe snelweg geleid, later tot Neustadt-Glewe.
Nabij de aansluiting Putlitz waren aan beide zijde parkeerplaatsen, die alleen door transitbussen gebruikt mochten worden. Aan de zuidzijde (bereikbaar vanaf de noordzijde via een voetgangersbrug) was een wegrestaurant met een Intershop. Voor werknemers stonden naast het wegrestaurant twee woonhuizen met een plat dak, die tot op de dag van vandaag nog bestaan. Het wegrestaurant daarentegen is ondertussen gesloopt.
Wittenburg was vanuit de richting Berlijn de laatste aansluiting in de DDR. Bewegwijzering wees bestuurders van "DDR-Kfz" (DDR-voertuigen) onmiskenbaar daarop dat zij hier de snelweg moeten verlaten. Alleen "Grenzüberscheitende Verkehr" en voertuigen in "Transit-BRD" mochten verder rijden. De aansluiting Zarrentin was er nog niet, omdat deze in het grensgebied lag. 
Exact bij de huidige aansluiting Zarrentin was een controlepost, die men als transitreiziger met 20 km/h passeren moest. Alle andere verkeersdeelnemers moesten hier stoppen en zich identificeren, voordat zij naar de eigenlijke grensovergang Gudow/Zarrentin verder rijden mochten. Hier begon het grensgebied van de DDR in de zin van een 5 kilometer brede verboden zone. Na twee kilometer passeerde men een (tegenwoordig gesloten) parkeerplaats. Hier was (middels een voetgangersbrug bereikbaar) aan de zuidzijde een wegrestaurant met motel, Intershop en een filiaal van de Staatsbank der DDR. Inreizende in de DDR hadden hier de mogelijk, in kader van de verplichte geldwisseling, westelijk geld in Oost-Duitse marken te wisselen.
De grensovergang zelf lang zuidelijk van de snelweg op het terrein van het huidige bedrijventerrein Valluhn/Gallin. De doorgaande snelweg was voor vrachtverkeer voorbehouden. Auto's en bussen moesten via afritten en bruggen de snelweg verlaten en kruisen, om het terrein van de controlepost te bereiken. In vergelijking met andere DDR-grensovergangen maakte deze grensovergang een zeer royale indruk. In de controlepost waren aparte rijstroken voor grensoverschrijdend verkeer, voor transitverkeer en voor bussen. Om geen misverstanden te krijgen werd men bij de toerit naar de post gestopt en duidelijk aangegeven welke rijstrook gebruikt moest worden. Na het verlaten van de controlepost moest nog ongeveer 1,5 kilometer door de DDR gereden worden.
De resten van de controlepost werd rond 1993 afgebroken.
Op West-Duitse zijde bevond zich direct aan de grens de verzorgingsplaats Gudow. Aan beide zijde waren faciliteiten met restaurants. Vooral degene aan de noordzijde viel op door zijn zeer royale uitvoering en was daarmee een zeer duidelijk contrast met de wegrestaurants aan Oost-Duitse zijde. De douanepost bevond zich voor automobilisten op de snelweg, voor vrachtwagens op de verzorgingsplaatsen. Aan de noordzijde was daarnaast een groot kantoorgebouw van de West-Duitse douane. Tot 1990 was hier de mogelijk, met behulp van een brug over de snelweg legaal van richting te wisselen. Hierbij werden wegen aangelegd die vanzelfsprekend bewegwijzerd waren. De wegen zijn nog steeds aanwezig, maar mag alleen nog door landbouwverkeer gebruikt worden. Vooral de West-Duitse grenswacht gebruikte voor patrouilleritten deze mogelijkheid. Voor bezoekers was nabij de brug een parkeerplaats, waarvan men direct naar de grens kon gaan. Er was daar, net als bij veel locaties langs de Duits-Duitse grens, informatieborden over de inrichting van het grensgebied.

### 1990 tot nu
Om de gestegen verkeersintensiteiten te kunnen verwerken, waren vanaf 2001 bij Kreuz Hamburg-Ost omvangrijke werkzaamheden. De renovatie van de tunnels evenals de vernieuwing van de rijbanen tussen Reinbek en het knooppunt met de A1 maakte tot begin november 2006 een meer dan drie maanden lange volledige afsluiting richting Hamburg noodzakelijk. De werkzaamheden van het €27 miljoen dure project werden in november 2007 afgesloten. 
Tussen de aansluiting Reinbek en de grens tussen Sleeswijk-Holstein en Mecklenburg-Voor-Pommeren bevond zich het enige, nog niet gerenoveerde stuk A24. Het was overwegend in beton uitgevoerd, waarbij de schades selectief gerepareerd werden. De renovatiewerkzaamheden werden na 15 jaar eind 2015 afgesloten.
Direct na de grensopening werd bij Zarrentin een noodaansluiting voor al het verkeer vrijgegeven. Het diende daarvoor alleen voor grenstroepen en overige ontheffinghouders als toerit tot de snelweg. Enkele jaren later werd de oorspronkelijk zeer krappe aansluiting compleet omgebouwd.
Op 1 januari 2003 werd voor de drukke, filegevoelige en gemiddeld gezien gevaarlijke trajectdeel tussen Dreieck Wittstock/Dosse en Dreieck Havelland een maximumsnelheid van 130 km/h ingesteld. Sinds de invoering is het aantal ongevallen, in het bijzonder het aantal dodelijke ongelukken, sterk afgenomen.
Voor de ontsluiting van het grootste, na die Wende gebouwde bedrijventerrein in Mecklenburg-Voor-Pommeren (Valluhn/Gallin), waar zich onder andere veel logistieke bedrijven gevestigd hebben, werd tussen februari 2008 en september 2013 de halve aansluiting Gallin gebouwd. Deze aansluiting is alleen van en naar Hamburg te gebruiken.
Bijna 32 jaar na de opening van de snelweg werd na drie maanden bouwtijd eind oktober 2013 de niet openbare aansluiting bij Gudow als aansluiting 8b "Gudow" geopend. De aansluiting is in alle richtingen te gebruiken.

## Aanpassingen en toekomst
In juli 2011 werd het tracébesluit voor de verbreding naar 2x3 rijstroken tussen aansluiting Neuruppin (A24) en aansluiting Oberkrämer (A10) evenals de aansluitende ombouw van Dreieck Havelland openbaar. Wanneer en of deze verbreding van start gaat is onbekend. 
In kader van het sluiten van de onderbreking in de A14 tussen Schwerin en Maagdenburg werd het knooppunt Schwerin omgebouwd van Dreieck (drietaks) naar Kreuz (viertaks). De vrijgave volgde op 26 juni 2015. Doordat een A14-aansluiting de naam "Ludwigslust" heeft gekregen werd in april 2013 de A24-aansluiting "Ludwigslust" in "Wöbbelin" hernoemd.
Nabij Fehrbellin en Herzsprung (Heiligengrabe) werden nieuwe rammelstroken getest die bestuurders bij de gevaarlijke smalle vluchtstroken attenderen op het gevaar dat zij van koers zijn afgeweken.
Gepland is om de A24 te verbreden naar 2x3 rijstroken tussen Dreieck Wittstock/Dosse en aansluiting Kremmen. In het Bundesverkehrswegeplan 2030 (Duitse tegenhanger van de Nederlandse Meerjarenprogramma Infrastructuur, Ruimte en Transport; MIRT) is deze verbreding opgenomen. De projecten in het Bundesverkehrswegeplan hebben een prioriteit meegekregen om de noodzaak van een verbreding aan te geven. Deze verbreding heeft een lage prioriteit met onderzoekrecht (Weiterer Bedarf mit Planungsrecht), waardoor de kans klein is dat een verbreding voor 2030 gerealiseerd is. De kosten zijn geraamd op net iets minder dan €400 miljoen.